# El Protectorado
El Protectorado (en inglés: The Protectorate) oficialmente Mancomunidad de Inglaterra, Escocia e Irlanda (en inglés: Commonwealth of England, Scotland and Ireland), es el nombre que se le da al período durante el cual la Mancomunidad de Inglaterra (en inglés: Commonwealth of England), Escocia e Irlanda, así como las posesiones inglesas de ultramar, fueron gobernadas por el Lord Protector en un sistema republicano. Se extendió desde 1653 cuando Oliver Cromwell fue investido como Lord Protector, tras la disolución del Parlamento, hasta 1659, cuando Richard Cromwell, quien había sucedido a su padre Oliver, fue incapaz de ejercer control sobre el Parlamento y el Ejército.

## Antecedentes

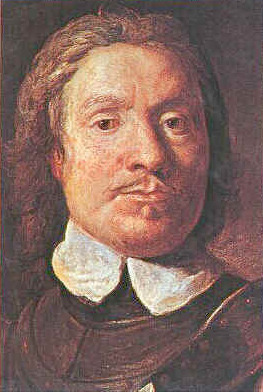
Oliver Cromwell.

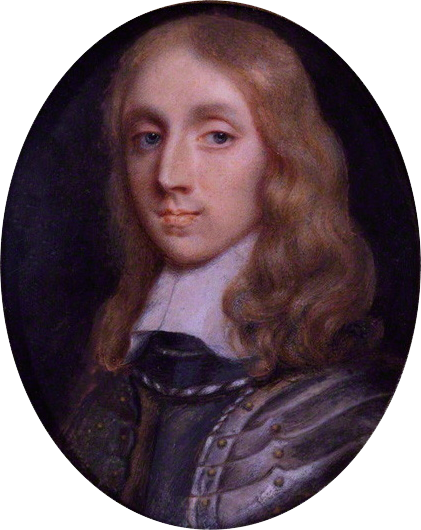
Richard Cromwell.

Antes de la creación del Protectorado, Inglaterra (y posteriormente Escocia e Irlanda) habían estado gobernadas directamente por el Parlamento desde la instauración de la Mancomunidad de Inglaterra en 1649. En abril de 1653, el Parlamento Rabadilla (Rump Parliament) fue disuelto por la fuerza por el ejército de Oliver Cromwell, impulsado por la percepción de la ineficacia de su imperio y su negativa a solucionarlos. A pesar de la sustitución de este parlamento por el Parlamento Bareborns, (julio–diciembre de 1653), este también fue disuelto por su difícil control.
Tras su disolución, el general John Lambert presentó una nueva constitución conocida como el Instrumento de Gobierno. Esta constitución nombró a Cromwell Lord Protector vitalicio, siendo «la cabeza de la magistratura y de la administración de gobierno». Por este cargo tenía el poder de convocatoria y la disolución de los parlamentos, pero la obligación en el marco de la constitución de buscar el voto de la mayoría del Consejo de Estado. No obstante, el poder de Cromwell se incrementó gracias a su popularidad entre el ejército por sus gestas durante la guerra civil inglesa. Cromwell juró como Lord Protector el 15 de diciembre de 1653.

## Etapas
El 3 de septiembre de 1654 se instauró el primer Parlamento del Protectorado y, después de algunos gestos de aprobación inicial de los nombramientos realizados anteriormente por Cromwell, comenzó a trabajar en un programa moderado de la reforma constitucional. Al oponerse a un proyecto de ley elaborado por el Parlamento, Cromwell lo disolvió el 22 de enero de 1655. Después de un levantamiento dirigido por John Penruddock, leal a la corona, Cromwell (influido por Lambert) dividió Inglaterra en distritos gobernados por militares, los cuales fueron designados por él mismo. Los generales no solo supervisaban las fuerzas de las milicias y la seguridad sino que también recaudaban los impuestos que garantizaban el gobierno.
El 17 de septiembre de 1656 se formó el segundo Parlamento del Protectorado, que se reunió en dos sesiones, pero que fue nuevamente abolido el 4 de febrero de 1658.

## Política exterior
Durante este periodo, Cromwell consiguió finalizar la primera guerra anglo-neerlandesa, que había comenzado en 1652, contra la República de las Siete Provincias Unidas debido al impulso del almirante Robert Blake en 1654. Gracias a esta victoria, el comercio inglés consigue derrotar al holandés, y siendo consciente de la ayuda prestada por la comunidad judía accede a tener una mayor tolerancia hacia el culto privado y permite la vuelta de los judíos 350 años después de la expulsión decretada por Eduardo I de Inglaterra.

## El papel de Cromwell
Oliver Cromwell en el papel de Lord Protector se convirtió en «rey de una república» según los historiadores actuales, siendo realmente un gobierno cercano a la dictadura. Tras su muerte, el 3 de septiembre de 1658, fue sucedido por su hijo Richard Cromwell, pero este no consiguió hacerse con el control absoluto del poder para estabilizar el país, dimitiendo en mayo de 1659.
La monarquía inglesa fue restaurada en mayo de 1660 por iniciativa del general George Monck.